# Phenacoccus parietariae
Phenacoccus parietariae är en insektsart som först beskrevs av Lichtenstein 1881.  Phenacoccus parietariae ingår i släktet Phenacoccus och familjen ullsköldlöss. Inga underarter finns listade i Catalogue of Life.